# The Fencing Master

The Fencing Master est un film américain muet réalisé par Raoul Walsh et sorti en 1915.

## Fiche technique
- Titre original : The Fencing Master
- Réalisation : Raoul Walsh
- Société de production : Majestic Motion Picture Company
- Société de distribution : Mutual Film
- Pays de production :  États-Unis
- Langue originale : anglais
- Format : noir et blanc — 35 mm — 1,37:1 — Film muet
- Genre : drame
- Durée : 2 bobines - 600 m
- Date de sortie :
  - États-Unis : 11 avril 1915

## Distribution
- Thomas Jefferson : La Rogue, le maître d'armes
- Frank Bennett : Claude, le neveu de La Rogue
- Teddy Sampson : Yvette, la servante de La Rogue
- George Walsh : Morode, un duelliste